# Mamadam (Saramaccarivier)
Mamadam is een dorp aan de Saramaccarivier in Sipaliwini,  Suriname. De inwoners trokken hier eind 18e / begin 19e eeuw naartoe vanuit het dorp Majorodam. Ter hoogte van het dorp ligt een groot eiland in de rivier.
Het dorp ligt in het gebied Pikin Saramacca, nabij de Njoeng Jacob Kondre Airstrip. Het is een uit enkele dorpen op een rij aan de rivier, met stroomafwaarts Nieuw-Jacobkondre en Misalibiekondre en stroomopwaarts Oemakondre. In dit gebied wonen marrons van het volk Matawai.
Bofe · Boslanti · Cabana · Heidoti · Kwattahede · Makajapingo · Mamadam · Misalibiekondre · Moetoetoetabriki · Nieuw-Jacobkondre · Oemakondre · Pakkapakka · Poesoegroenoe · Stonkoe · Villa Brazil